# Martin Wegelius
Martin Wegelius (Helsinki, 1846 – 1906) è stato un compositore finlandese.
Nel 1882 fondò il conservatorio di Helsinki, successivamente rinominato Accademia Sibelius in onore del suo migliore allievo, Jean Sibelius.
Un altro suo allievo, Selim Palmgren, ne divenne docente di composizione nel 1936.